# Монтескено
Монтескено (итал. Montescheno) је насеље у Италији у округу Вербано-Кузио-Осола, региону Пијемонт.
Према процени из 2011. у насељу је живело 441 становника. Насеље се налази на надморској висини од 554 м.

## Становништво
Према резултатима пописа становништва 2011. у општини је живело 414 становника.
| 1931. | 1936. | 1951. | 1961. | 1971. | 1981. | 1991. | 2001. | 2011. |
| ----- | ----- | ----- | ----- | ----- | ----- | ----- | ----- | ----- |
| 716   | 694   | 758   | 692   | 627   | 558   | 460   | 441   | 414   |